# Aavajärvi (meer)
Aavajärvi is een meer in Zweden. Het ligt in de gemeente Haparanda op minder dan 30 km van de plaats waar de Torne in de Botnische Golf uitkomt. Het meer had in vroeger tijden een oppervlakte van meer dan twee km², maar is door de postglaciale opheffing in deze buurt geslonken. Er is nu nog maar een meer van minder dan vier hectare over. De juiste omvang van het meer is moeilijk te meten aangezien, een deel van, het oude meer erg moerassig is en het daardoor geen vaste oevers heeft. Het water in het Aavajärvi stroomt door de Aavajoki weg.
Aavajärvi → Aavajoki → Aavaviken